# Casa Luelmo

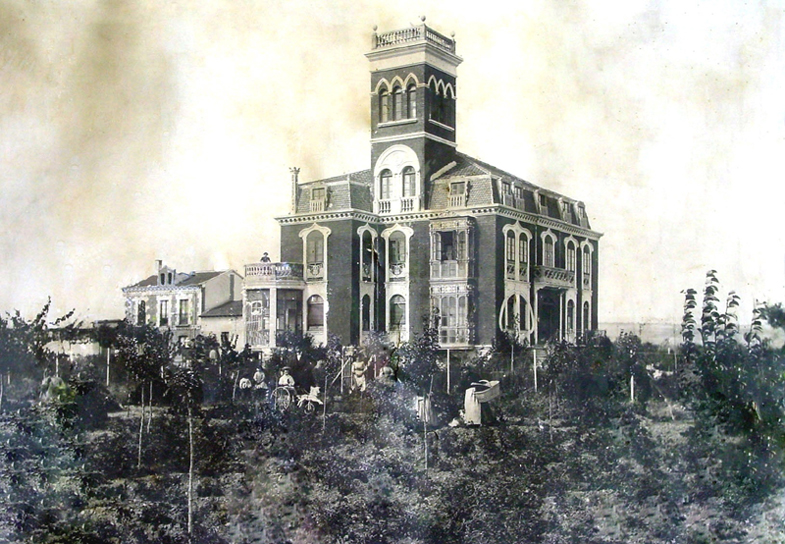
Fotografía de la casa Luelmo a principios del siglo XX

La Casa Luelmo es un edificio ecléctico-modernista de Valladolid. Construida a principios del siglo XX según diseño del arquitecto Antonio Ortiz de Urbina y Olasagasti, fue un encargo del empresario Rufo Luelmo para destinarla a vivienda familiar en lo que entonces era la granja Minaya, una finca de 45 hectáreas situada a las afueras de la ciudad, destinada a la explotación agrícola. 
Distribuida en torno a una escalera central, la casa de tres plantas cuenta con una torre-mirador y una capilla anexa.

## Historia
Habitada hasta el año 1996, se conoce la reforma llevada a cabo en el año1956; con el fin de que pudiese ocuparse durante todo el año. Esta reforma, afectó a la distribución de los espacios interiores y contó con la incorporación de un sistema de calefacción y persianas de madera que modificaron el perfil de los vanos de las ventanas. Tras quedar desocupada, la casa comenzó un proceso de deterioro que culmina con el incendio ocurrido en 1998.
La rehabilitación posterior, procuró recuperar la imagen y distribución original del edificio basándose en fotos antiguas. Actualmente alberga la sede de la Fundación del Patrimonio Histórico de Castilla y León.